# Carlo Montagnini
Carlo Montagnini (* 2. Juni 1863 in Casale Monferrato, Provinz Alessandria, Italien; † 24. Oktober 1913 in Bogotá, Kolumbien) war ein römisch-katholischer Erzbischof und vatikanischer Diplomat.

## Leben
Carlo Montagnini empfing am 19. Dezember 1885 das Sakrament der Priesterweihe.
Am 31. März 1913 ernannte ihn Papst Pius X. zum Titularerzbischof von Larissa und bestellte ihn zum Apostolischen Delegaten in Kolumbien. Der Erzbischof von Bogotá, Bernardo Herrera Restrepo spendete ihm am 22. Juni desselben Jahres die Bischofsweihe; Mitkonsekratoren waren der Bischof von Ibagué, Ismael Perdomo Borrero, und der Bischof von Tunja, Eduardo Maldonado Calvo.